# Solang der alte Peter

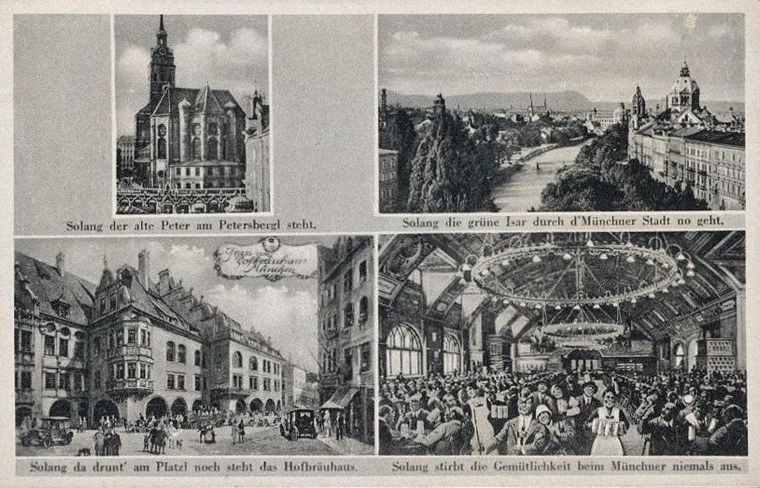
Solang der alte Peter, Postkarte (um 1910)

Das Volkslied Solang der alte Peter ist bekannt als „Stadthymne“ Münchens.

## Entstehung und Rezeption
Die Melodie komponierte der Wiener Volkssänger Wilhelm Wiesberg auf den Text „Der Himmel voller Sterne“. Carl Lorens, ein anderer Wiener Volkssänger, verfasste auf die Melodie den Text „Solang der alte Steffel am Stephansplatz noch steht“. Der Text bezog sich bei Lorens auf die Domkirche St. Stephan zu Wien. Die heute gesungene Melodieⓘ unterscheidet sich allerdings wesentlich von Lorens’ Wiener Singweise: von 40 Takten stimmen nur 24 mit dem Original überein; der Ursprung der „Münchener“ Melodiefassung ist ungeklärt. Der Münchner Volkssänger Michl Huber dichtete um 1880 den Text des Wiener Lieds auf Münchner Verhältnisse um, wobei er den Wiener „Steffel“ durch den Münchner „Alten Peter“ ersetzte.
Am 13. Januar 1948 wurden die ersten Takte des Liedes zum Pausenzeichen des Bayerischen Rundfunks, wobei der Ton für die letzte Silbe „-ter“ fehlte, um auf die im Krieg zerstörte gleichnamige Kirche Sankt Peter hinzuweisen. Nach dem Wiederaufbau der Kirche versammelte sich am 28. Oktober 1951 die Münchner Bevölkerung auf dem Marienplatz und stimmte gemeinsam das Lied an. Seit diesem Tag spielt der Bayerische Rundfunk sein Pausenzeichen vollständig inklusive des Tones für die letzte Silbe. Seit 1971 ist es außerdem in verschiedenen Varianten als Pausenjingle für die Verkehrsdurchsagen des Rundfunksenders Bayern 3 zu hören.
Das Motiv der ersten Liedtakte weist Ähnlichkeit mit dem Lied In München steht ein Hofbräuhaus von Wilhelm „Wiga“ Gabriel aus dem Jahr 1935 auf, das von Solang der Alte Peter inspiriert sein soll.

## Text
Solang der alte Peter

am Petersbergerl steht,

solang die grüne Isar

durchs Münchner Stadterl geht.

Solang da drunt am Platzl

noch steht das Hofbräuhaus,

so lang stirbt die Gemütlichkeit

in München niemals aus,

so lang stirbt die Gemütlichkeit

in München niemals aus.

## Rezeption
Der Komponist Ulrich Sommerlatte schuf Variationen über „Der alte Peter“ für Sinfonieorchester im Stil barocker Musik am Fürstenhof, von Wolfgang Amadeus Mozart, Richard Wagner, Richard Strauss, Carl Orff, und der Münchener Musica-Viva-Konzerte.